# San Rafael, Salto de Agua
San Rafael är en ort i Mexiko.   Den ligger i kommunen Salto de Agua och delstaten Chiapas, i den sydöstra delen av landet, 800 km öster om huvudstaden Mexico City. San Rafael ligger 321 meter över havet och antalet invånare är 102.
Terrängen runt San Rafael är huvudsakligen kuperad, men västerut är den bergig. Runt San Rafael är det ganska tätbefolkat, med 60 invånare per kvadratkilometer. Närmaste större samhälle är Tila, 15,6 km sydväst om San Rafael. Trakten runt San Rafael består till största delen av jordbruksmark.